# Уфимское горнопромышленное акционерное общество
Уфимское горнопромышленное акционерное общество — одно из первых акционерных обществ на территории современного Башкортостана, чей основной капитал в начале XX в. составлял свыше миллиона руб.

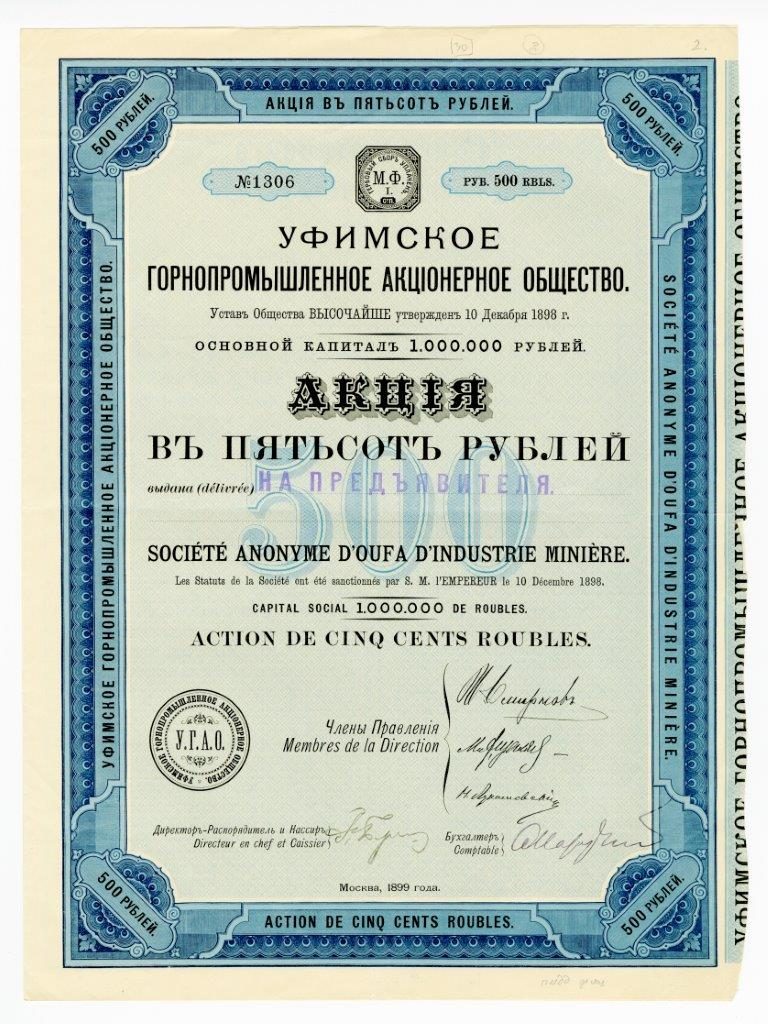
Акция в 500 руб. на предъявителя Уфимского горнопромышленного акционерного общества с основным капиталом в 1 млн руб. Москва, 1899 г.

Как сказано в § 1 Высочайше утвержденного 10 декабря 1898 г. Устава компании: 

 Для разработки железорудных месторождений в Стерлитамакском уезде Уфимской губернии, а также в других местностях Империи, и для устройства и эксплуатации металлургических заводов, учреждается акционерное общество под наименование: «Уфимское горнопромышленное акционерное общество»
Уфимское горнопромышленное акционерное общество было учреждено в Москве фабрикантами В. А. Горбуновым, А. Ф. Моргуновым и С. И. Щегляевым. Там же располагалось Правление компании. Для эксплуатации месторождения железной руды в Стерлитамакском уезде Обществом был приобретён участок в тысячу десятин земли, арендовано у местных башкир 80 тыс. дес., удельного ведомства — 25 тыс. дес. земли, построен чугуноплавильный Архангельский завод (на р. Аскин в 75 км к юго-востоку от Уфы). Однако в 1903 г. Уфимское горнопромышленное акционерное общество было ликвидировано, Архангельский завод закрыт.